# Stuw- en sluizencomplex Belfeld
De stuw en het sluizencomplex van Belfeld vormt een geheel van waterwerken ter regulering van de Maas in de Nederlandse provincie Limburg, ten behoeve van de daarop plaatsvindende binnenvaart. Het complex werd opgeleverd in 1926.

## Geschiedenis
Begin 20e eeuw wilde men de Maas beter geschikt maken voor de binnenvaart, die daarop reeds eeuwenlang plaatsvond. Een probleem was om een vaargeul van de juiste diepte te verkrijgen, teneinde de Maas bevaarbaar te maken voor schepen tot 2.000 ton laadvermogen. Daartoe diende de Maas te worden voorzien van een vijftal stuwen, namelijk te Linne, Roermond, Belfeld, Afferden/Sambeek en Grave. Naast elke stuw kwam een sluizencomplex. In 1915 werd het doel van het project omschreven als: het verkrijgen van een hoofdverkeersweg ten dienste van het vervoer van massa goederen uit eene streek, waar eene sterk ontwikkelde groot industrie te verwachten is. Rond deze tijd begonnen namelijk ook de Limburgse mijnen in toenemende mate te produceren en het vervoer van de steenkool geschiedde aanvankelijk slechts per spoor.
Het Stuw- en sluizencomplex te Belfeld kwam in 1926 gereed. In 1929 was het gehele Maaskanalisatieproject voltooid.